# ثورليف هوغ
ثورليف هوغ (Thorleif Haug) هو لاعب أولمبي لرياضة تزلج ريفي من النرويج. شارك في الأولمبياد الشتوي في 1924، وفاز بما مجموعه 3 ميداليات.

## الميداليات
| ذهب | فضة | برونز | المجموع |
| 3   | 0   | 0     | 3       |

## روابط خارجية
- ثورليف هوغ على موقع الاتحاد الدولي للتزلج (التزلج الريفي) (الإنجليزية)
- ثورليف هوغ على موقع الاتحاد الدولي للتزلج (القفز التزلجي) (الإنجليزية)
- ثورليف هوغ على موقع الاتحاد الدولي للتزلج (التزلج النوردي المزدوج) (الإنجليزية)
- ثورليف هوغ على موقع اللجنة الأولمبية الدولية (الإنجليزية)
- ثورليف هوغ على موقع أوليمبيديا (الإنجليزية)